# 아나톨리 콜레소프
아나톨리 이바노비치 콜레소프(러시아어: Анато́лий Ива́нович Ко́лесов, 1938년 1월 18일~2012년 1월 2일)는 소련과 러시아의 레슬링 선수, 지도자이다. 1964년 하계 올림픽 그레코로만형 웰터급 금메달을 획득했다.